# Biratnagar
Biratnagar (nep. बिराटनगर) – miasto w południowo-wschodnim Nepalu, przy granicy z Indiami. Według spisu ludności w 2011 roku liczyło około 205 tysięcy mieszkańców; stolica dystryktu Morang; główny ośrodek przemysłowy kraju; łuszczarnie ryżu, cukrownie, zakłady bawełniane, jutowe; lotnisko. Czwarte co do wielkości miasto kraju.